# Quinteto Pirincho
Quinteto Pirincho es un conjunto musical argentino de tango iniciado el 14 de diciembre de 1940 por Francisco Canaro.
Creado específicamente para grabar discos, con un estilo que respetaba la modalidad interpretativa utilizada antes de 1920, las ventas del quinteto superaron a las de la orquesta típica con la que Canaro continuaba presentándose.
El nombre del quinteto alude al apodo de su creador, «Pirincho» Canaro. Su primera formación estaba compuesta por los mismos integrantes que su antecesor, el Quinteto Don Pancho formado en 1937: Francisco Canaro como director, Juan José Gallastegui y Octavio J. Scaglione en violines, en el piano Luis Riccardi, y en el contrabajo Olindo Sinibaldi. 
En 1959 participaron en la película He nacido en Buenos Aires, con Mario Fortuna y María Luisa Robledo, doblando a los personajes que conformaban un grupo musical. Interpretaron los tangos El entrerriano, El porteñito, El choclo y El pollito, con los cuales el sello Odeon editó un LP. 
Durante veinticuatro años de trayectoria tuvieron cambios tanto de sellos discográficos como de integrantes; en algunas oportunidades el puesto del bandoneón fue ocupado por Alfredo De Franco, Oscar Bassil y Minotto Di Cicco, en el piano estuvieron Mariano Mores y Oscar Sabino, en el contrabajo José Alegre y Ariel Pedernera, en violines Antonio D'Alessandro, y por un corto período formó parte del quinteto el flautista Juvencio Física. El cantor Eduardo Adrián tuvo una breve participación como coplero en el tango polqueado Torta frita. Este período del quinteto terminó en 1964, año del fallecimiento de su creador.
En 1970 algunos de los integrantes conformaron nuevamente el Quinteto Pirincho permaneciendo juntos hasta 1980. Durante este período la dirección de la orquesta estuvo a cargo de Oscar Bassil, luego de Antonio D'Alessandro y finalmente de Federico Scorticati. 
En 2001 la hija de Francisco Canaro, Rafaela Canaro, designa director y arreglador de la «Orquesta Símbolo Francisco Canaro» y del «Quinteto Pirincho» a Jorge Dragone. En esta etapa se incorporan vocalistas y en 2010 se editó un CD, «Quinteto Pirincho - Francisco Canaro» con temas clásicos y otros de autoría de Rafaela Canaro y Jorge Dragone.

## Discografía
Lista de algunos de los álbumes grabados.
- - Esquinas de antaño. (Director Oscar Bassil)
- - Tangos del tiempo viejo. Vol. 4. EMI Music.
- - Tangos del tiempo viejo. Vol. 3. EMI Music.
- - Tangos del tiempo viejo. Vol. 2. EMI Music.
- - Tangos del tiempo viejo. Vol. 1. EMI Music.
- 1975 - Pirincho.
- 1974 - Canaro.
- 1968 - Tangos, valses y milongas.
- 1968 - Quinteto Pirincho.
- 1967 - Rodríguez Peña.
- 1967 - El Quinteto Pirincho.
- 1966 - Recordando el ayer - Vol. 8.
- 1963 - Quinteto Pirincho - Vol. 9.
- 1961 - Francisco Canaro y su orquesta típica en Japón.
- 1959 - La cara de la luna.
- 1956 - Las milongas más milongas.